# Codriophorus aquaticus
Codriophorus aquaticus là một loài Rêu trong họ Grimmiaceae. Loài này được (Brid. ex Schrad.) Bednarek-Ochyra & Ochyra mô tả khoa học đầu tiên năm 2003.

## Hình ảnh

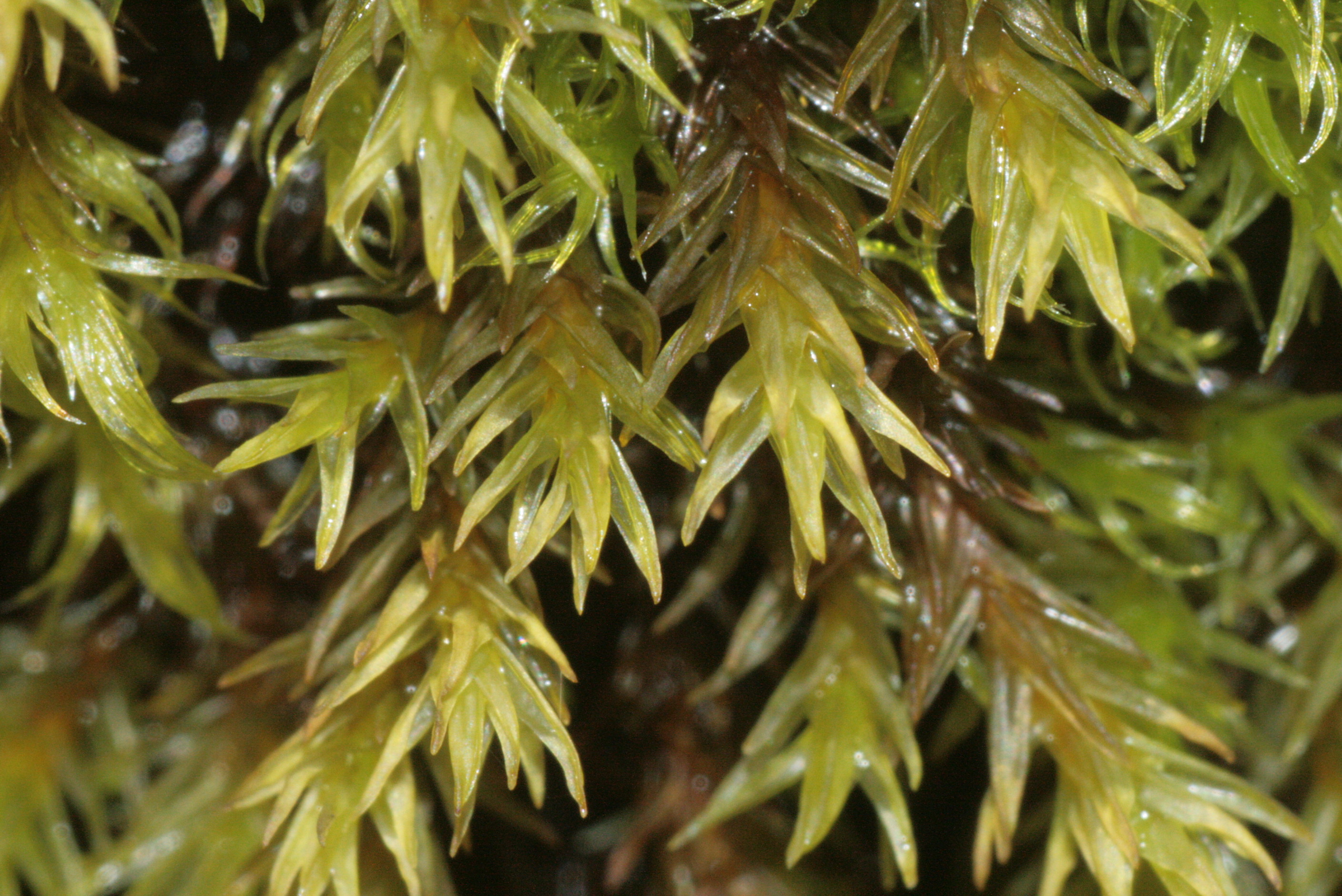
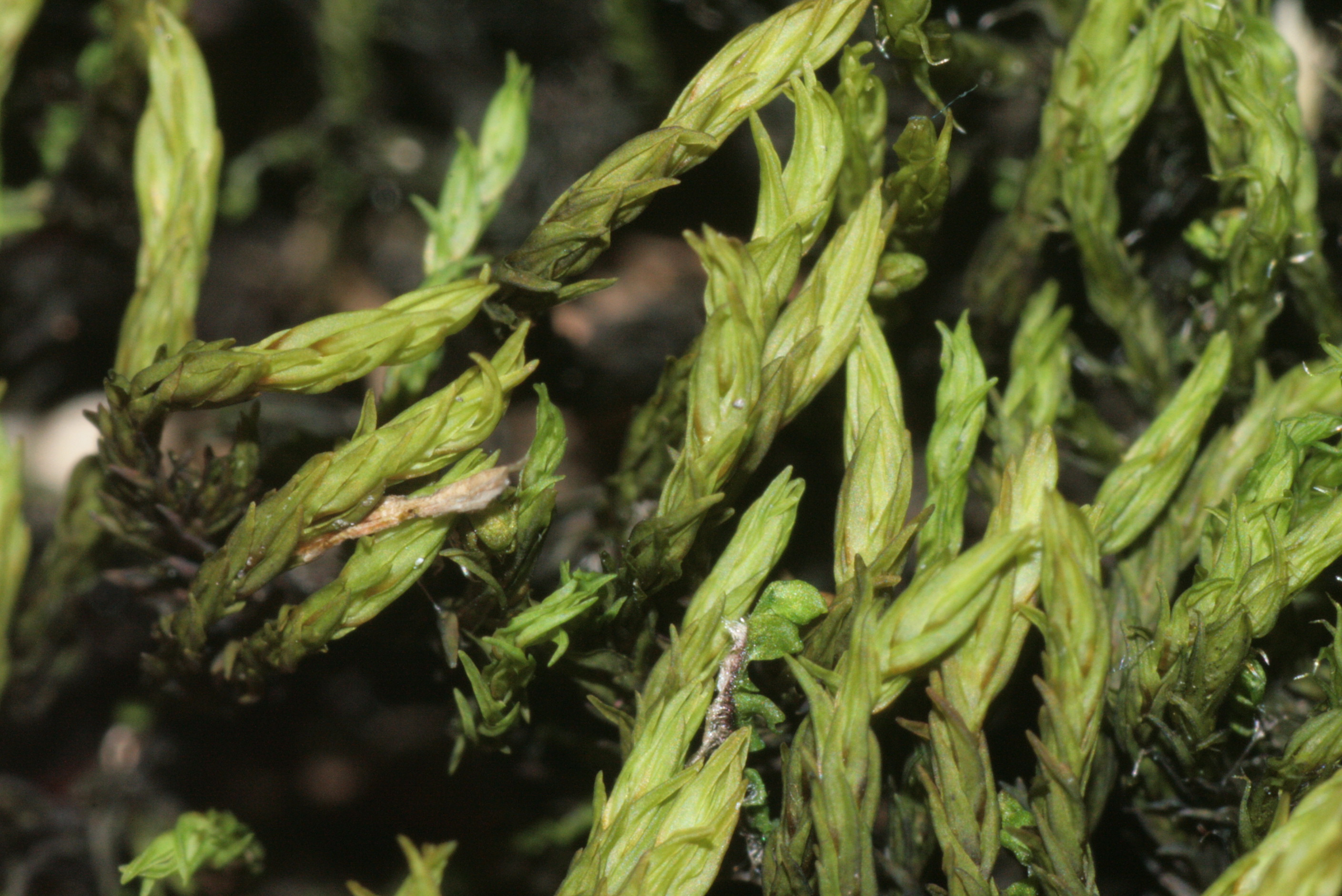
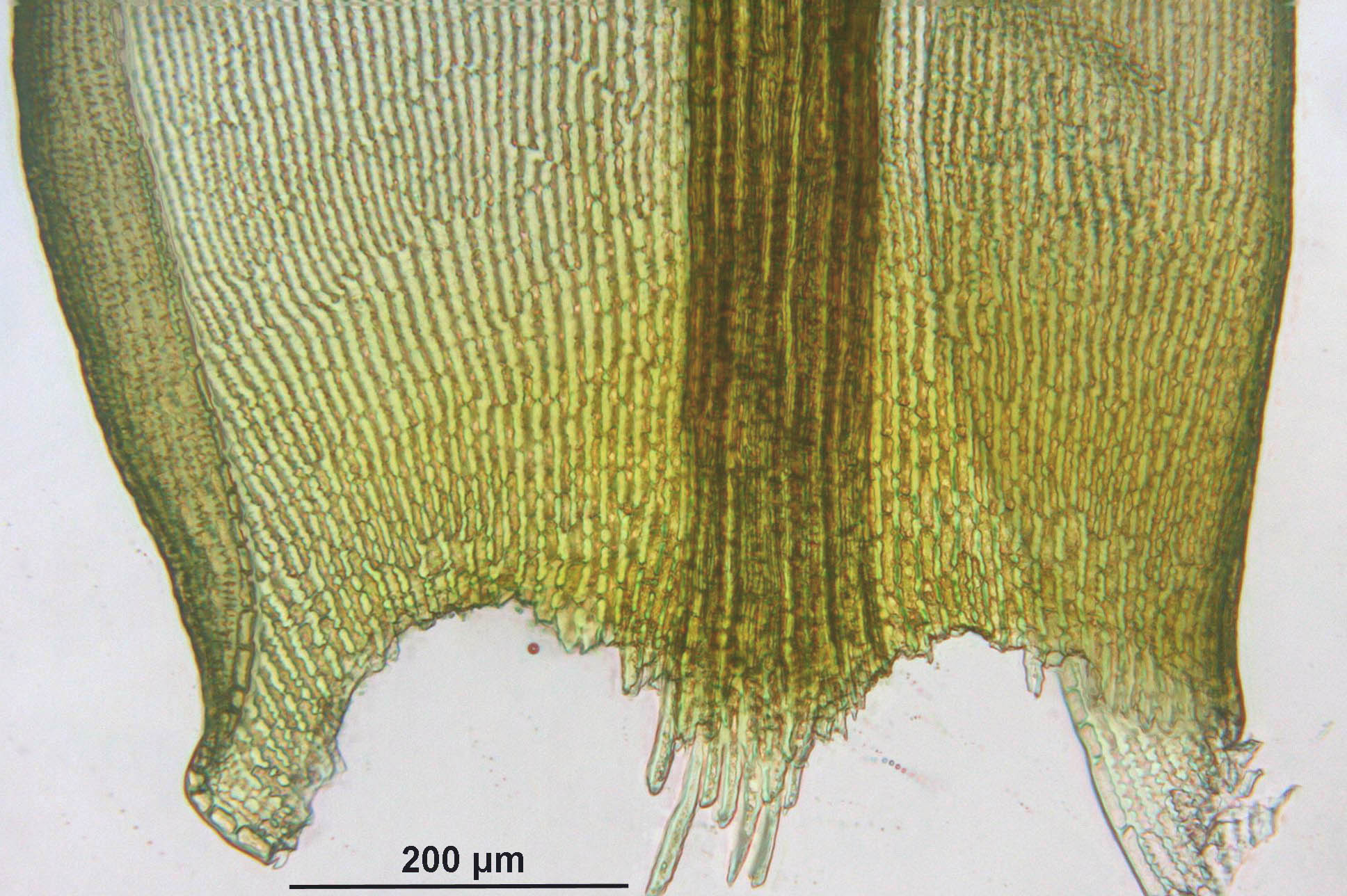
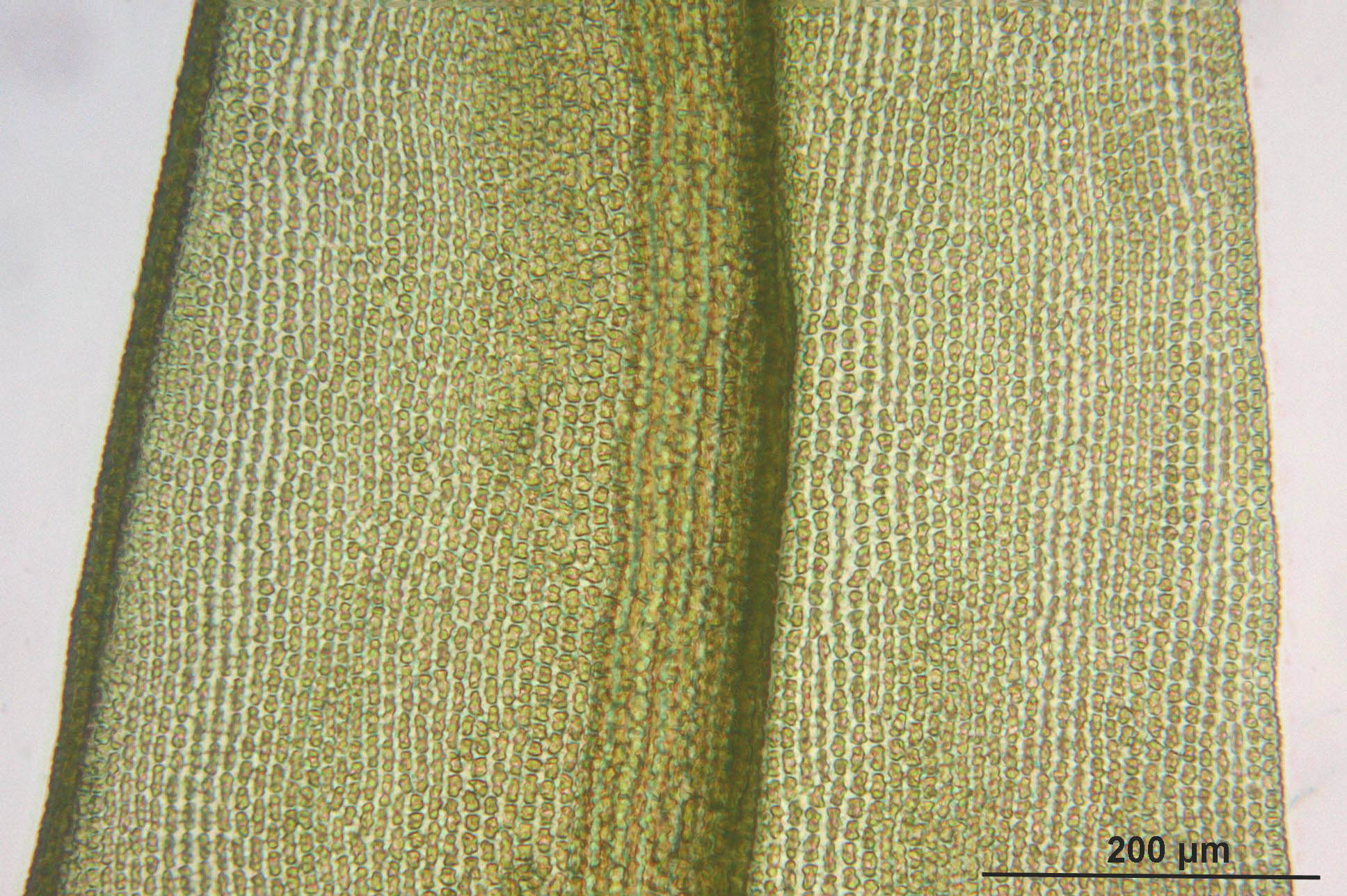